# Alessandro Gavazzi
Pour les articles homonymes, voir Gavazzi.
Alessandro Gavazzi parfois appelé padre Gavazzi (21 mars 1809 à Bologne - 9 janvier 1889 à Rome) est un religieux anti-catholique italien, prédicateur barnabite et un patriote de l'Unité italienne.

## Biographie
En 1840, après avoir exprimé des opinions libérales, il est envoyé à Rome pour occuper un poste subalterne. Laissant son propre pays après la prise de Rome par les Français, il mène une campagne vigoureuse contre les prêtres et les jésuites en Angleterre, en Écosse et en Amérique du Nord, au moyen d'un périodique, le Gavazzi Free Word.
Une fois en Angleterre, il se joint dès 1855 à l'église évangélique, et devient le chef et l'organisateur des protestants italiens à Londres. De retour en Italie en 1860, il sert comme aumônier dans l'armée de Giuseppe Garibaldi. En 1870, il devient le chef de l'Église libre (Chiesa Libera Evangelica Italiana), unissant les congrégations dispersées sous l'Unione delle Chiese Libere, et en 1875 il fonde à Rome la faculté de théologie de l'Église libre, où il enseignera la dogmatique, l'apologétique et la polémique. Il meurt à Rome le 9 janvier 1889, à l'âge de 79 ans.

## Sources
- (it) Cet article est partiellement ou en totalité issu de l’article de Wikipédia en italien intitulé « Alessandro Gavazzi » (voir la liste des auteurs).